# Joo Hyun-mi
Joo Hyun-Mi (Hangul: 주현미, nascida em 27 de setembro de 1961) é uma cantora de trot coreana, nascida de pais hwagyo (chineses na Coreia) que viveram em Gwangju, Coreia do Sul. Ela estreou em 1985, com o álbum Binaerineun Yeongdonggyo (비 내리는 영동교).
Seu segundo álbum, Joo Hyun-Mi 2, conquistou o prêmio de Disk Daesang (Álbum do Ano) de 1988 no Golden Disk Awards.
Em 17 de fevereiro de 2009, Joo Hyun-Mi cantou um dueto com a integrante do Girls' Generation Seohyun (feat. Davichi) chamada "JjaRaJaJja" (em coreano: "짜라자짜"). A canção recebeu uma indicação para o prêmio de Música Trot do Ano no Mnet Asian Music Awards 2009.